# 格里普魚龍屬
格里普魚龍屬（學名：Grippia）是種已滅絕海生爬行動物，屬於魚龍超目，化石發現於格陵蘭、中國、日本、加拿大的海岸地區，年代為三疊紀中期。短尾魚龍的外表類似海豚，體型相當小，約1到1.5公尺長。發現於挪威斯瓦巴群島的編號SVT 203標本，最初被歸類於短尾魚龍，近年被發現是種雙孔亞綱動物，不屬於魚龍超目，被建立為新屬Helveticosaurus。

## 外部連結
- Grippia - A Triassic Ichthyosaur